# Mauro Manotas
Mauro Andrés Manotas Páez (Sabanalarga, Colombia; 15 de julio de 1995) es un futbolista colombiano que juega como delantero para el Atlas Fútbol Club de la Primera División de México.

## Trayectoria

### Uniautonoma FC
Fue el máximo goleador del Campeonato Postobón Sub-20 2013 (actualmente denominado Supercopa Juvenil FCF) con 21 goles, el año siguiente marcó 22 goles con el equipo juvenil de Uniautonoma F.C.  en la fase de grupos del Campeonato Postobón Sub-19 2014, sus actuaciones con el equipo juvenil llevaron a Jaime de la Pava a llamarlo a hacer parte del plantel profesional de Uniautonoma F.C. Debutó como profesional el 29 de mayo de 2013 en la caída 3-2 con Valledupar FC, frente a ese mismo equipo marca su primer gol en su carrera el 13 de agosto de 2014 en la caída 2-1 por la Copa Colombia 2014. Marcó su primer gol en la Categoría Primera A, en la victoria 3 por 2 frente a La Equidad el 16 de agosto. El 20 de diciembre marca su último gol del año en la victoria 2 por 0 sobre Deportes Quindío.

El 11 de febrero marca su primer gol de 2015 en la caída como locales 2-1 contra el Deportivo Cali. Marca su último gol con el club el 11 de marzo en el empate a un gol contra Jaguares de Córdoba.
Sus actuaciones con Uniautonoma F.C. le permitieron se convocado junto con su compañero Walmer Pacheco a la selección de Colombia sub-20.

### Housto Dynamo
Para 2015 fue comprado por el Houston Dynamo de la Major League Soccer de Estados Unidos. Debuta el 20 de junio de 2015 siendo derrotados 2-0 contra Portland Timbers. Marca su primer gol el 30 de junio dándole la victoria por la mínima sobre Colorado Rapids por la Lamar Hunt U.S. Open Cup.
Su primer gol de 2016 lo marca el 15 de junio en la goleada 4 por 0 sobre San Antonio FC, el 29 anota su primer doblete como profesional en la victoria 3 por 1 sobre Kansas City. El 24 de septiembre haría su primer hat-trick dándole la victoria a su equipo por 3 a 1 sobre el Portland Timbers saliendo como la figura del partido, además sería escogido jugador de la semana en la MLS. El 8 de octubre marcaría doblete en la derrota de su club como locales 2-3 frente al Colorado Rapids, siendo sus últimos dos goles del año.
El 15 de abril de 2017 marca su primer gol de la temporada empatando a dos goles contra Minnesota United. El 6 de mayo vuelve a marcar doblete en la goleada 4 por 0 sobre Orlando City. El 23 de septiembre marca el gol para el empate a un gol en su visita al New York City, el 22 de octubre marca gol en la goleada 3 por 0 sobre Chicago Fire. El 5 de noviembre marca el gol de la victoria 2-1 contra Portland Timbers en condición de visitantes.
El 3 de mazo en su primer partido de la temporada 2018 marca en la goleada 4 por 0 sobre Atlanta United, el 18 de junio marca el único gol del partido contra Minnesota United por la Lamar Hunt U.S. Open Cup, cinco días después marca dos goles, e igualmente perderían 3-2 contra Kansas City. Vuelve a marcar doblete el 18 de julio en la victoria 4 por 2 sobre Kansas City, a los tres días marca el gol del empate 1-1 con FC Dallas.
El 15 de septiembre marca doblete en la goleada 4 por 1 sobre Portland Timbers, vuelve y marca dos goles el 26 de septiembre marca doblete en la goleada 3 por 0 sobre Philadelphia Union para consagrarse campeón del Lamar Hunt U.S. Open Cup siendo la figura de la final. Vuelve y marca dos goles el 28 de octubre para darle la victoria a su club 3 por 2 como visitantes contra LA Galaxy eliminándolo de los cuadrangulares finales. Termina su mejor temporada con 25 goles marcando diez en sus últimos diez partidos de la temporada, además siendo el cuarto goleador de la Major League Soccer 2018 con 19 anotaciones.
El 27 de febrero marca sus primeros dos goles de 2019 para darle la victoria 2 por 1 sobre Deportivo Guastatoya de Guatemala. El 3 de marzo marca su primer gol en Liga en el empate aun gol contra Real Salt Lake, a los seis días marca en el 2 a 1 sobre Montreal Impact, el 4 de mayo marca su primer doblete para la victoria 2-1 contra FC Dallas, el 16 anota el empate aun gol contra Portland Timbers. El 18 de agosto vuelve a anotar doblete para el empate a dos goles frente a Colorado Rapids, el 12 de septiembre anota el 2-0 sobre Minnesota United, su último gol de la temporada lo anota en la derrota 2-1 en casa de Vancouver Whitecaps el 15 de septiembre.

## Selección nacional
Es seleccionado entre los convocados para disputar el Sudamericano Sub-20 de 2015 con la Selección Colombia Sub-20. El 23 de enero marcó el único gol en la derrota 3 por 1 contra Brasil por la última fecha del Grupo B.

### Participación Sudamericanos
| Campeonato                  | Sede    | Resultado  | Partidos | Goles |
| --------------------------- | ------- | ---------- | -------- | ----- |
| Sudamericano Sub-20 de 2015 | Uruguay | Subcampeón | 3        | 1     |

## Clubes
| Club                   | País           | Año             |
| ---------------------- | -------------- | --------------- |
| Uniautónoma F.C.       | Colombia       | 2013 - 2015     |
| Houston Dynamo S.C.    | Estados Unidos | 2015            |
| Rio Grande Valley F.C. | Estados Unidos | 2016            |
| Houston Dynamo S.C.    | Estados Unidos | 2016 - 2020     |
| Club Tijuana           | México         | 2021 - 2022     |
| Atlas                  | México         | 2022 - Presente |

## Estadísticas
| Club                 | Temporada           | Liga  | Liga  | Copa Nacional | Copa Nacional | Copa Internacional | Copa Internacional | Total | Total | Prom. · |
| Club                 | Temporada           | Part. | Goles | Part.         | Goles         | Part.              | Goles              | Part. | Goles | Prom. · |
| -------------------- | ------------------- | ----- | ----- | ------------- | ------------- | ------------------ | ------------------ | ----- | ----- | ------- |
| Uniautónoma F.C.     | 2013                | 0     | 0     | 1             | 0             | -                  | -                  | 1     | 0     | 0,0     |
| Uniautónoma F.C.     | 2014                | 12    | 3     | 9             | 2             | -                  | -                  | 21    | 5     | 0,23    |
| Uniautónoma F.C.     | 2015                | 13    | 2     | 2             | 0             | -                  | -                  | 15    | 2     | 0,13    |
| Uniautónoma F.C.     | Total               | 25    | 5     | 12            | 2             | -                  | -                  | 37    | 7     | 0,18    |
| Rio Grande Valley FC | 2016                | 4     | 2     | 1             | 1             | -                  | -                  | 5     | 3     | 0,60    |
| Rio Grande Valley FC | Total               | 4     | 2     | 1             | 1             | -                  | -                  | 5     | 3     | 0,60    |
| Houston Dynamo       | 2015                | 9     | 0     | 3             | 1             | -                  | -                  | 12    | 1     | 0,08    |
| Houston Dynamo       | 2016                | 22    | 6     | 3             | 3             | -                  | -                  | 25    | 9     | 0,36    |
| Houston Dynamo       | 2017                | 37    | 11    | 0             | 0             | -                  | -                  | 37    | 11    | 0,31    |
| Houston Dynamo       | 2018                | 33    | 19    | 4             | 6             | -                  | -                  | 37    | 25    | 0,67    |
| Houston Dynamo       | 2019                | 32    | 13    | -             | -             | 4                  | 2                  | 36    | 15    | 0,42    |
| Houston Dynamo       | 2020                | 20    | 3     | -             | -             | -                  | -                  | 20    | 3     | 0,15    |
| Houston Dynamo       | Total               | 153   | 52    | 10            | 10            | 4                  | 2                  | 164   | 64    | 0,39    |
| C. Tijuana           | 2021                | 17    | 5     | -             | -             | -                  | -                  | 17    | 5     | 0,29    |
| C. Tijuana           | 2021-22             | 30    | 5     | -             | -             | -                  | -                  | 30    | 5     | 0,17    |
| C. Tijuana           | Total               | 47    | 10    | -             | -             | -                  | -                  | 47    | 10    | 0,21    |
| Atlas F. C.          | 2022-23             | 8     | 0     | -             | -             | -                  | -                  | 8     | 0     | 0       |
| Atlas F. C.          | 2023-24             | 9     | 0     | -             | -             | 2                  | 0                  | 11    | 0     | 0       |
| Atlas F. C.          | Total               | 17    | 0     | -             | -             | 2                  | 0                  | 19    | 0     | 0       |
| Total en su carrera  | Total en su carrera | 246   | 69    | 23            | 13            | 6                  | 2                  | 272   | 84    | 0,36    |

### Hat-tricks
| 1 | 24 de septiembre de 2016 | BBVA Compass Stadium, Houston | Houston Dynamo - Portland Timbers |  | 3 - 1 | Major League Soccer 2016 |

## Palmarés

### Campeonatos nacionales
| Título                   | Club           | País           | Año  |
| ------------------------ | -------------- | -------------- | ---- |
| Lamar Hunt U.S. Open Cup | Houston Dynamo | Estados Unidos | 2018 |

### Distinciones individuales
| Distinción                                             | Año  |
| ------------------------------------------------------ | ---- |
| Máximo goleador de la Supercopa Juvenil FCF (21 goles) | 2013 |